# Vatikáni euróérmék
Vatikánállam az Olaszországgal 1929 óta érvényben lévő valutaunió révén került az eurózónába, és szerzett jogot önálló nemzeti arculattal bíró eurósorozat veretésére. A vatikáni euróérmék ritkaságuk miatt valóságos unikumnak számítanak világszerte a gyűjtők között: akár névértékük ötvenszeresét is megadják értük. A Vatikáni Bank 2002 óta négy érmesorozatot veretett.

## Első sorozat
Az első sorozat 2002-től 2005-ig került kiadásra. Minden érmén II. János Pál pápa, egykori vatikáni államfő arcképe látható Európa 12 csillagjával és a „Citta' del Vaticano” (Vatikánváros) felirattal körülvéve. II. János Pál 1978 és 2005 között volt a Vatikán államfője és a római katolikus egyház vezetője. Arcképe a 2002 előtt kibocsátott vatikáni líra érméiről került az euróra. A 2 eurós érme peremén látható feliraton a 2* ismétlődik hatszor, felváltva felfelé, illetve fejjel lefelé fordítva.
| Címlet  | Kép |
| ------- | --- |
| 2 euró  |     |
| 1 euró  |     |
| 50 cent |     |
| 20 cent |     |
| 10 cent |     |
| 5 cent  |     |
| 2 cent  |     |
| 1 cent  |     |

## Második sorozat
A vatikáni euró második sorozatát 2005-ben, a II. János Pál halálát követő interregnum idején igen kis számban adta ki a Vatikáni Bank. A kiadást rövid időn belül szétkapkodták, ma már az érmegyűjtők legféltettebb kincse. A sorozaton az államfői posztot ideiglenesen betöltő bíboros kamarás (camerlengo), Eduardo Martínez Somalo címere látható. A címert a 12 európai csillag, a „Citta' del Vaticano” illetve a „SEDE VACANTE” („üres a szék”; értsd: uralkodó nélküli állapot) szavak övezik.
| Címlet  | Kép |
| ------- | --- |
| 2 euró  |     |
| 1 euró  |     |
| 50 cent |     |
| 20 cent |     |
| 10 cent |     |
| 5 cent  |     |
| 2 cent  |     |
| 1 cent  |     |

## Harmadik sorozat
A 2006 áprilisában kibocsátott harmadik sorozaton XVI. Benedek pápa és a „CITTÀ DEL VATICANO” felirat látható. A portrétól jobbra a „2006” évszám és az „R” verdejel, balra a tervező monogramja, a „DL” van feltüntetve.
| Címlet  | Kép |
| ------- | --- |
| 2 euró  |     |
| 1 euró  |     |
| 50 cent |     |
| 20 cent |     |
| 10 cent |     |
| 5 cent  |     |
| 2 cent  |     |
| 1 cent  |     |

## Negyedik sorozat
2014 márciusában került forgalomba a negyedik sorozat, melyen Ferenc pápa képe látható, de a korábbiaktól eltérően három különböző változatban: az 1, 2, 5 eurócenten bal profilban, a 10, 20, 50 eurócenten szemből, az 1 és 2 eurón pedig jobb félprofilban szerepel. A portrék körül szintén a „CITTÀ DEL VATICANO” felirat látható, mellette az „R” verdejellel és a „2014”-es évszámmal.